# NGC 4100
NGC 4100 is een spiraalvormig sterrenstelsel in het sterrenbeeld Grote Beer. Het hemelobject werd op 9 maart 1788 ontdekt door de Duits-Britse astronoom William Herschel.

## Synoniemen
- UGC 7095
- MCG 8-22-68
- ZWG 243.44
- IRAS12036+4951
- PGC 38370